# 藏王町
藏王町（日语：／ Zaō machi */?）是位於日本宮城縣南部的町，隸屬於刈田郡。町名源自於境內的藏王連峰。西部的藏王連峰位於藏王國定公園的範圍內，當地人口集中在宮城・山形縣道12號與宮城縣道25號的沿線地區。藏王町以境內的藏王連峰、御釜等自然景點而聞名。當地在對外通勤上依賴白石市，在對外就學上則較依賴北邊的仙台市。

## 地理
藏王町境內約50%的面積被山林與原野覆蓋。東部為留有巨大破火山口痕跡的平原與丘陵地帶，西部坐落著奧羽山脈的藏王連峰，包含御釜在內的周邊地區皆位於藏王國定公園的範圍內。轄區最高峰則為坐落於西端，海拔1852公尺的屏風岳。流經町内的松川將西部藏王連峰噴發出的火山灰等沉積物攜帶至東部地區，並形成盆地與河階地形。而松川則在轄區南端注入白石川。

### 氣候
根據統計，2020年藏王町的年均溫為12.3℃，年降雨量為1374毫米，年日照時數則為1575.3小時。

## 歷史
藏王町自古時便有人類居住，境內共發掘出約200多處的遺跡，其中年代最久遠的遺跡可追溯至舊石器時代。而町內的東根與鹽澤地區則分布著許多古墳時代的古墳。室町時代，藏王地區在內的刈田郡由伊達氏支配。天正19年（1591年），伊達政宗因豐臣秀吉實施奧州仕置，而從出羽國米澤城移居至陸奧國的岩出山城，刈田郡及其周邊地區改由會津藩的蒲生氏鄉管轄。文祿3年（1594年），蒲生氏鄉病逝後，刈田郡改由上杉景勝治理。江戶時代當地隸屬於仙台藩，並且為羽前街道的宿場町。江戶時代後期，當地居民開始盛行前往藏王連峰參拜。
明治22年（1889年）4月1日，日本在當地實施町村制，並設置宮村與圓田村。昭和30年（1955年）4月1日，宮村與圓田村合併成現今的藏王町。
2011年3月11日的東日本大震災在藏王町引發震度6強的地震，並造成14棟房屋全毀、132棟房屋嚴重半毀或半毀，以及2549棟非住宅建築損壞。當地的災損總額達到585萬9千日圓。

## 行政
現任町長村上英人於2024年9月在選舉中第5次成功連任，其任期將持續至2028年10月。

## 經濟
根據日本2020年的國勢調查統計，藏王町的就業人口中約13.6%從事第一級產業，30.4%的就業人口從事第二級產業，其餘的56%則從事第三級產業。藏王町從事第一級和第二級產業的就業人口比率比宮城縣的平均值還高。當地的農業以生產稻米、蔬菜、畜產等農產品為主，其中梨的產量在縣內名列前茅。工業則以窯業、食品製造業和水泥製造業等產業為主。
而因為藏王町内擁有藏王連峰、御釜、藏王樹冰、遠刈田溫泉等自然景點，因此當地也相當盛行觀光業。2019年嚴重特殊傳染性肺炎疫情爆發之前，藏王町每年約有150萬至180萬名的遊客到訪。

## 教育
藏王町内共有5所小學校與3所中學校。根據2022年的統計，境內的小學校共有855名學生，中學校則共有271名學生。

## 交通
國道4號、國道457號與東北自動車道皆通過藏王町，其中東北自動車道僅在轄區東南部設置藏王休息區。而當地的主要縣道宮城・山形縣道12號則在東南端與國道4號連接，並往西延伸至山形縣。轄區內沒有鐵路通過，距離當地最近的車站是JR東日本東北本線的東白石車站。